# San Lorenzo (departement van Santa Fe)
San Lorenzo (Santa Fe) is een departement in de Argentijnse provincie Santa Fé. Het departement (Spaans:  departamento) heeft een oppervlakte van 1 867 km² en telt 142.097 inwoners.

## Plaatsen in departement San Lorenzo
- Aldao
- Capitán Bermúdez
- Carcarañá
- Coronel Arnold
- Fray Luis Beltrán
- Fuentes
- Luis Palacios
- Puerto General San Martín
- Pujato
- Ricardone
- Roldán
- San Jerónimo Sud
- San Lorenzo
- Timbúes
- Villa Mugueta